# 伊左次雄介
伊左次 雄介（いさじ ゆうすけ、1991年4月5日 - ）は、日本の柔道家、総合格闘家。柔道五段。得意技は背負い投。
国士舘高校、日本体育大学卒。
神奈川県海老名市出身。伊左次道場師範。
2024年１１月１２日投開票、海老名市議会議員選挙に日本維新の会公認候補として立候補、
新人最多得票数最年少で初当選。
現在、日本維新の会所属　海老名市議会議員
2024年　柔道全日本マスターズ選手権　優勝
伊左次雄介　Yusuke Isaji
(日本/伊左次道場)
生年月日●1991年4月5日生
身長●166 cm
体重●66Kg級
出身大学●日本体育大学
柔道　元全日本強化指定選手
戦績●
柔道　ドイツ世界大会1位,アジア国際大会1位
combatレスリング　全日本1位,アジア大会1位
サンボ　 全日本選手権1位,東日本大会1位
ＭＭＡ戦績　３戦３勝0敗0引き分け
GLAND SLAM、grand royal   ウェルター級  勝利、
amateur  grand slam  グラップリングマッチ  勝利
巌流島　opening fight 70kg契約　勝利